# Cynomops freemani
Cynomops freemani és una espècie de ratpenat de la família dels molòssids. És endèmic de la costa pacífica de la Zona del Canal de Panamà, on se l'ha trobat a altituds d'entre 23 i 53 msnm. El seu hàbitat natural són les planes. Fou anomenat en honor de la mastòloga Patricia W. Freeman. Com que fou descoberta fa poc, encara no se n'ha avaluat l'estat de conservació.